# The Ronny Eriksson Show
The Ronny Eriksson Show var ett TV-program med Ronny Eriksson i centrum. Programserien producerades av SVT i Luleå och programmet gästades av en mängd norrbottniska musiker och grupper, bland andra Ramblin' Minds och Ten-U-Tex-Riders.